# Bitwa pod Château-Thierry
Bitwa pod Château-Thierry – starcie zbrojne, które miało miejsce 12 lutego 1814 roku podczas wojen napoleońskich, w ramach tzw. kampanii sześciodniowej Napoleona.
Bitwa stoczona została w pobliżu miejscowości Château-Thierry między prusko-rosyjską armią dowodzona przez feldmarszałka Blüchera a armią francuską dowodzoną przez Napoleona. Bitwa rozpoczęła się, gdy Napoleon zaatakował nad Marną koło Château-Thierry pruską straż przednią, dowodzoną przez generała Yorcka. Dowodzący francuskim atakiem marszałek Ney wdarł się między szyki wojsk Yorcka, zadając Prusakom ciężkie straty. Tylko dzięki temu, że Francuzi znaleźli się w zasięgu ognia pruskich baterii, atak Neya został powstrzymany, a Yorck uniknął całkowitego rozbicia i mógł wycofać się, zachowując jako taki porządek. Prusacy stracili 1250 żołnierzy, Rosjanie – 1500 żołnierzy, natomiast zwycięzcy Francuzi – 600 żołnierzy. Ponadto w ręce francuskie wpadło 9 dział i znaczna liczba wozów ze sprzętem.